# Раичевич, Горан
Горан Раичевич (серб. Горан Раичевић / Goran Raičević; 26 июня 1963 — 6 мая 1999) — югославский и сербский легкоатлет, бегун на длинные дистанции, марафонец, трёхкратный чемпион Балкан по бегу по пересечённой местности. Выступал за «Партизан».

## Биография
Уроженец Крушеваца, детство провёл в селе Строинци. Окончил сельскохозяйственное училище. С 1975 года, учась в 5-м классе школы имени Моше Пияде в Разбойне занимался лёгкой атлетикой, дебютировал в кроссе на призы газеты «Политика». Карьеру начинал в клубе «Црвена Звезда», позже выступал за «Партизан», «Соко Врбас» и «Брус».
Раичевич трижды выигрывал Чемпионат Балкан по бегу по пересечённой местности в 1990, 1992 и 1994 годах; пять раз выигрывал Белый кросс (серб. Бели крос) и шесть раз — кросс на призы газеты «Политика». В 1990 году выступал на чемпионате мира во Франции, занял 119-е место среди 236 финишировавших участников. От Союзной Республики Югославии выступал на чемпионатах мира 1994 года (150-е место) и 1996 года (182-е место).
20 апреля 1996 года Раичевич пробежал Белградский полумарафон с результатом 1:02:39, однако этот результат не признаётся Ассоциацией статистиков забегов (англ. Association of Road Racing Statisticians), поскольку дистанция была короче. 4 октября 1998 года он завершил карьеру участием в Подгорицком марафоне, пробежав дистанцию за 2:15:28 и на 12 секунд отстав от победителя марафона, болгарина Петко Стефанова.
С 1997 года Раичевич нёс службу в Косово в составе вооружённых сил Югославии, отказавшись ради этого от участия в марафоне в Греции. 6 мая 1999 года он был убит в бою против сил Армии освобождения Косово недалеко от Медведжи (по другим данным — в селе Качикол причём был убит снайпером). Похоронен в селе Строинци (община Брус). В Брусе ему установлен памятник, а также проводится ежегодный забег.
Вдова — Елена. Дети — Катарина и Никола (близнецы). Никола стал легкоатлетом, выступает за «Партизан». Катарина увлекается волейболом.